# قائمة قصور تونس

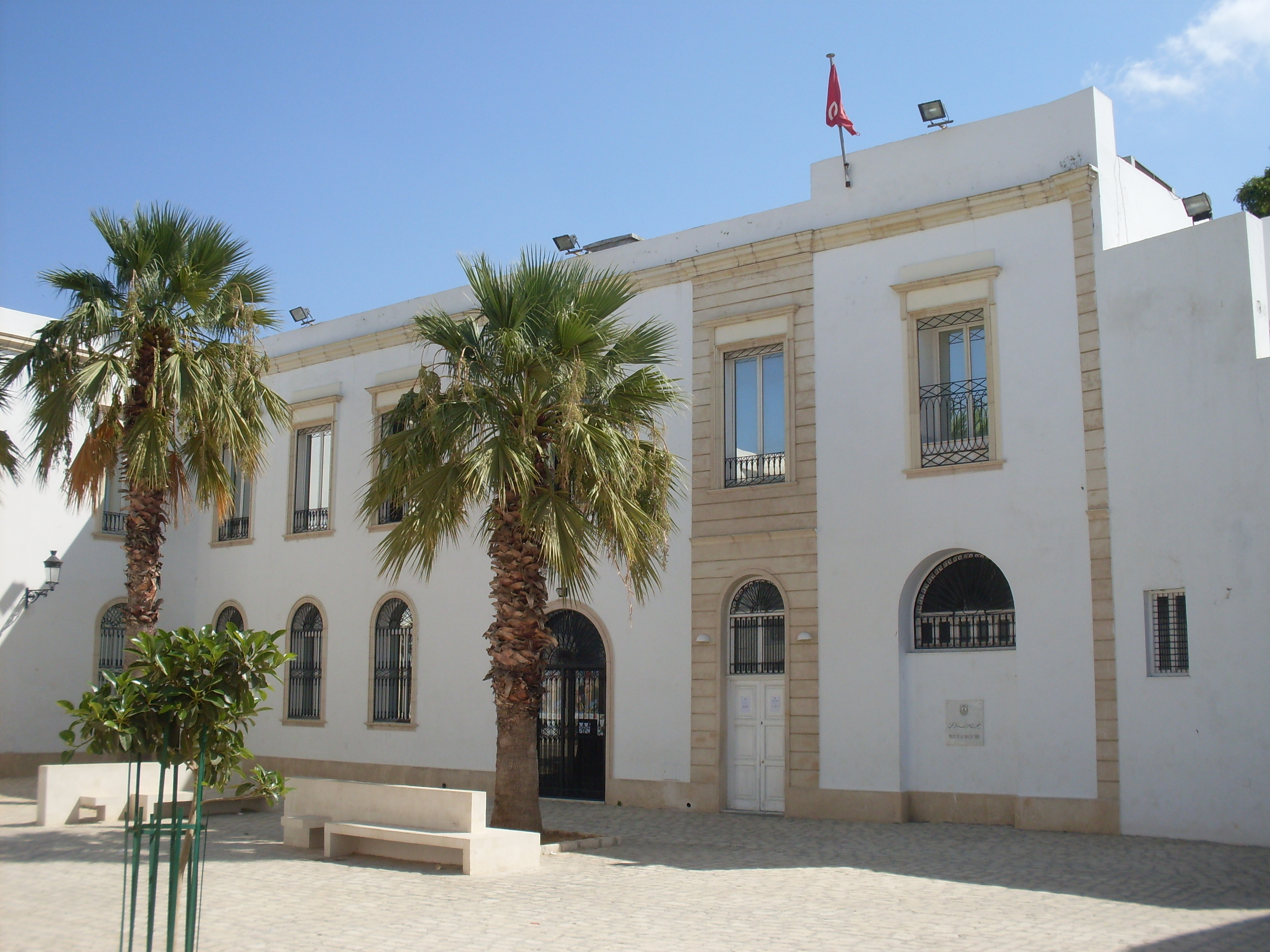
قصر خير الدين

قصر هو مقرإقامة كبير، وخاصة ما يتعلق بالمقرات الملكية والرئاسية، أو الأعيان رفيعي المستوى، كالأساقفة، كما يطلق قصر على المباني الفخمة والمزخرفة.

## قائمة قصور تونس
تحتوي هذه القائمة على أسماء قصور في ألمانيا.
- دار الأصرم
- دار الأصرم (سيدي بوسعيد)
- دار ابن أبي ضياف
- قصر باردو
- دار الباي
- دار الجزيري
- دار الجلولي
- متحف دار الجلولي
- دار الجويني
- دار باش حامبة
- دار بالقاضي
- دار بالمة
- دار بلحسن
- دار بلهوان
- دار بن عاشور
- دار بن عبد الله
- دار بن عياد
- دار بودربالة
- دار بوهاشم
- دار بيرم
- دار ثامر
- دار جعيط
- دار حسين
- دار حمودة باشا
- دار زروق
- دار عثمان
- دار الدولاتلي
- دار الشريف (تونس)
- متحف دار الصيد
- دار القائد نسيم شمامة
- دويرات
- قرماسة
- قصر بني بركة
- قصر أولاد سلطان
- قصر حدادة
- قصر غيلان
- قصر الزاوش
- قصر السعادة (المرسى)
- قصر السعيد
- قصر العبدلية
- قصر المحمدية
- قصر الناصر باي
- قصر الوردة
- قصر باردو (باجة)
- قصر بلدية تونس
- قصر خزندار
- قصر خير الدين
- قصر خير الدين (خير الدين)
- قصر زروق
- قصر صاحب الطابع
- قصر غاريبالدي
- قصر قرطاج
- دار الكاملة
- دار المرابط
- قصر مقرين
- دار المنستيري
- دار الهدري
- شنني (تطاوين)